# Kolej Lanzo d’Intelvi

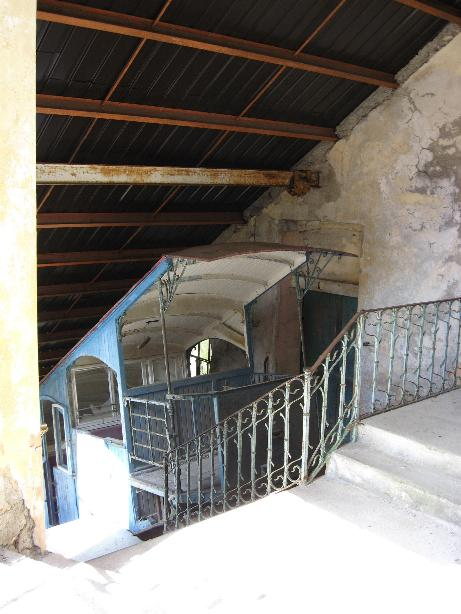
Stacja górna

Kolej Lanzo d’Intelvi (wł. Funicolare di Lanzo d’Intelvi) – nieczynna kolej linowo-terenowa zlokalizowana w Lanzo d’Intelvi we włoskiej prowincji Como.

## Charakterystyka
Kolej łączyła położoną nad jeziorem Lugano miejscowość Santa Margherita di Valsolda z Lanzo d’Intelvi – miejscowością w masywie Monte Pinzernone. Długość linii wynosiła 1475 metrów, różnica w wysokości 607 metrów, a maksymalne nachylenie trasy 66%. Czas jazdy wynosił 18 minut. Przewozy zainaugurowano 27 września 1907. Z powodów finansowych linię zamknięto we wrześniu 1977. Zarówno obiekty budowlane, jak i infrastruktura przewozowa uległy od tego czasu poważnej degradacji. W marcu 1992 ukonstytuowało się towarzystwo restytucji kolei.